# Stigmatomma besucheti
Stigmatomma besucheti es una especie de hormiga del género Stigmatomma, familia Formicidae. Fue descrita científicamente por Baroni Urbani en 1978.
Se distribuye por Seychelles y Singapur. Se ha encontrado a elevaciones de hasta metros. Vive en bosques costeros.